# Макбет (фільм, 1971)
«Макбет» (англ. Macbeth, інша назва — «Трагедія Макбета») — британсько-американський історично-драматичний фільм, знятий Романом Полянським за однойменною п'єсою Вільяма Шекспіра. Прем'єра стрічки в США відбулась 13 жовтня 1971 року. Фільм розповідає про безжалісного шотландського лорда Макбета, який вирішив зайняти трон за допомогою інтриг дружини і трьох відьом.

## У ролях
- Джон Фінч — Макбет
- Франческа Анніс — леді Макбет
- Мартін Шоу — Банко
- Теренс Бейлер — Макдуф
- Джон Страйд — Росс
- Кіт Чегвін — Флінс